# Kirchdorf an der Amper
Kirchdorf an der Amper, Kirchdorf a.d.Amper – miejscowość i gmina w Niemczech, w kraju związkowym Bawaria, w rejencji Górna Bawaria, w regionie Monachium, w powiecie Freising. Leży około 10 km na północny zachód od Freising, nad rzeką Amper.

## Dzielnice
W skład gminy wchodzą następujące dzielnice: Berghof, Burghausen, Esterndorf, Geierlambach, Hahnbach, Helfenbrunn, Hirschbach, Nörting, Saulhof, Schellhof, Schidlambach, Voglhof, Wippenhausen i Unterberg.

## Demografia
Dane o ludności z 31 grudnia 2008:
| Opis                                | Ogółem | Ogółem | Kobiety | Kobiety | Mężczyźni | Mężczyźni |
| ----------------------------------- | ------ | ------ | ------- | ------- | --------- | --------- |
| Jednostka                           | osób   | %      | osób    | %       | osób      | %         |
| Populacja                           | 2723   | 100    | 1316    | 48,33   | 1407      | 51,67     |
| Wiek przedprodukcyjny (0–17 lat)    | 618    | 22,7   | 266     | 9,77    | 352       | 12,93     |
| Wiek produkcyjny (18–65 lat)        | 1766   | 64,85  | 868     | 31,88   | 898       | 32,98     |
| Wiek poprodukcyjny (powyżej 65 lat) | 339    | 12,45  | 182     | 6,68    | 157       | 5,77      |

## Polityka
Wójtem gminy jest Konrad Springer, rada gminy składa się z 14 osób.
|      | CSU/FW | FWG | BF | Razem |
| 2008 | 5      | 6   | 3  | 14    |
| 2002 | 5      | 5   | 4  | 14    |